# KEDO
La Korean Peninsula Energy Development Organization (KEDO) (Organización para el Desarrollo de la Energía de la Península de Corea) es una organización fundada el 15 de marzo de 1995 por los Estados Unidos, Corea del Sur y Japón para implementar el Acuerdo Marco de 1994 que congelaba el desarrollo de la planta de energía nuclear autóctono de Corea del Norte, centrado en Yongbyon, que era sospechoso de ser una etapa en el programa de armas nucleares.
La principal actividad de KEDO es construir una planta de energía nuclear de un reactor de agua ligera en Corea del Norte para sustituir los reactores de tipo Magnox, con un objetivo inicial de inauguración para 2003.
Desde entonces, otros miembros se han adherido:
- 1995: Australia, Canadá, Nueva Zelanda
- 1996: Argentina, Chile, Indonesia
- 1997: Unión Europea, Polonia
- 1999: República Checa
- 2000: Uzbekistán

Las negociaciones de KEDO tuvieron lugar a nivel del ayudante del Secretario de Estado americano, el delegado del Ministro de Asuntos Exteriores de Corea del Sur, y el director de la Oficina asiática del Ministro de Asuntos Exteriores del Japón.
No fue fácil acordar la financiación del proyecto, y los desembolsos significativos en el proyecto del reactor de agua ligera no se produjeron hasta el 2000., con la colocación de la primera piedra el 7 de agosto de 2002  La construcción de ambos reactores se encuentra muy retrasada con relación a las previsiones iniciales.
Como consecuencia de la rotura del Acuerdo Marco en el 2003, KEDO ha perdido su función en gran medida. KEDO aseguró que la planta de energía nuclear en su emplazamiento de Kumho, 30 km al norte de Sinpo, en Corea del Norte y las instalaciones de los fabricantes dispersas por todo el mundo (con $1.5 millardos invertidos) estaban mantenidos y garantizados. Se informa que el proyecto está realizado en un 30%. Un edificio de contención del reactor está completo en un 50% y otro está acabado en un 15%. Aún no se ha trasladado al emplazamiento ningún equipo clave para los reactores.
En 2005 había informes indicando que KEDO había acordado en principio finalizar el proyecto de reactor de agua ligera. El 9 de enero de 2006, se anunció que el proyecto se había abandonado y que los trabajadores volverían a sus países de procedencia. Corea del Norte exigió compensaciones y rehusó devolver el equipo que se quedó en el país valorado en $45 millones aproximadamente.